# Mark Miravalle
Mark Miravalle (San Francisco, 1959) è un teologo e professore universitario statunitense, specializzato in mariologia.
Professore presso la Franciscan University of Steubenville, è presidente di Vox Populi Mariae Mediatrici, un movimento cattolico che promuove la venerazione della Beata Vergine Maria come Mediatrice e Corredentrice.

## Biografia
Mark Miravalle è nato nel 1959 a San Francisco, dove ha frequentato le scuole cattoliche. Ha compiuto gli studi universitari in teologia al St. Ignatius Institute (programma dei Grandi Libri Cattolici) dell'Università di San Francisco.
Miravalle si è sposato nel 1981. Ha proseguito gli studi presso la Pontificia università "San Tommaso d'Aquino" di Roma, dove ha conseguito la licenza e il dottorato in Sacra Teologia.
Nel 1984 si è recato con la moglie in pellegrinaggio a Medjugorje. L'anno successivo, Miravalle ha scritto la sua tesi di dottorato intitolata The message of Medjugorje : a post conciliar formulation of Lourdes and Fatima ("Il messaggio di Medjugorje: una formulazione postconciliare di Lourdes e Fatima").

## Attività
Dal 2009 Miravalle è professore di Teologia presso l'Università Francescana, dove insegna dal 1986 e dove ha ricevuto diversi riconoscimenti didattici. Le sue aree di specializzazione sono la mariologia e la teologia spirituale. Nel 2018, Miravalle è stato nominato nella cattedra di mariologia intitolata in onore di Giovanni Paolo II presso l'Università Francescana.

### Come mariologo
Miravalle è membro della Mariological Society of America e della Ecumenical Society of the Blessed Virgin Mary statunitense. Nella prefazione al libro Introduction to Mary, il cardinale Edouard Gagnon ha affermato che Mark Miravalle è "internazionalmente noto per la sua indiscussa fedeltà al Magistero della Chiesa e per la sua eccezionale erudizione".
Miravalle è presidente di Vox Populi Mariae Mediatrici, un movimento cattolico romano che chiede la solenne definizione papale della maternità spirituale della Madre di Dio, la Beata Vergine Maria, coi titoli di Corredentrice, Mediatrice di tutte le grazie e Avvocata del Popolo di Dio.
Miravalle ha tenuto numerose conferenze internazionali di mariologia, si è rivolto a diverse conferenze episcopali cattoliche e ha assistito membri della gerarchia episcopale nelle indagini preliminari per le apparizioni segnalate.
Miravalle pubblica Mother of All Peoples, bimestrale mariano online.

### Apparizioni neimedia
Miravalle ha fatto numerose apparizioni alla televisione e alla radio cattolica per EWTN, l'Apostolate for Family Consecration, la National Family Catholic Radio e Air Maria, il progetto mediatico dei Frati francescani dell'Immacolata.
È stato intervistato dalla CNN Latin America, dalla BBC, da Fox News e dalla serie Dateline della NBC.

## Opere
Mark Miravalle ha scritto e curato numerosi libri e articoli nel campo della mariologia e della rivelazioni private mariane. È anche collaboratore del National Catholic Register e di Inside the Vatican.

### Articoli
- Voce Medjugorje nella New Catholic Encyclopedia del 1989

### Libri
- The Message of Medjugorje: The Marian Message to the Modern World, University Press of America, 1985
- Heart of the Message of Medjugorje, Franciscan University Press, 1988
- Medjugorje and the Family, Helping Families to Live the Message, Franciscan University Press, 1991
- Mary: Coredemptrix, Mediatrix, Advocate, Queenship Publishing, 1993
- Mary, Coredemptrix, Mediatrix, Advocate: Theological Foundations II, Queenship Publishing, 1997
- The Dogma and the Triumph, Queenship Publishing, 1998
- Contemporary Insights on a Fifth Marian Dogma: Mary Co-redemptrix, Mediatrix, Advocate, Theological Foundations III, Queenship Publishing, 2000;
- Mary Co-redemptrix: Doctrinal Issues Today, Queenship Publishing, 2002
- Present Ecclesial Status of Devotion St Philomena, Queenship Publishing, 2002;
- In Continued Dialogue with the Czestochowa Commission, Queenship Publishing, 2002;
- "With Jesus": The Story of Mary Co-redemptrix, Queenship Publishing, 2003;
- Introduction to Mary: The Heart of Marian Doctrine and Devotion, Queenship Publishing, 2006;
- Private Revelation: Discerning with the Church, Queenship Publishing, 2007
- The Seven Sorrows of China, Queenship Publishing, 2007
- Meet Mary: Getting to Know the Mother of God, Sophia Institute Press, 2008
- Mariology: A Guide for Priests, Deacons, Seminarians, and Consecrated Persons, Queenship Publishing, 2008 (curatore)